# Petrikirche (Berlin-Mitte)

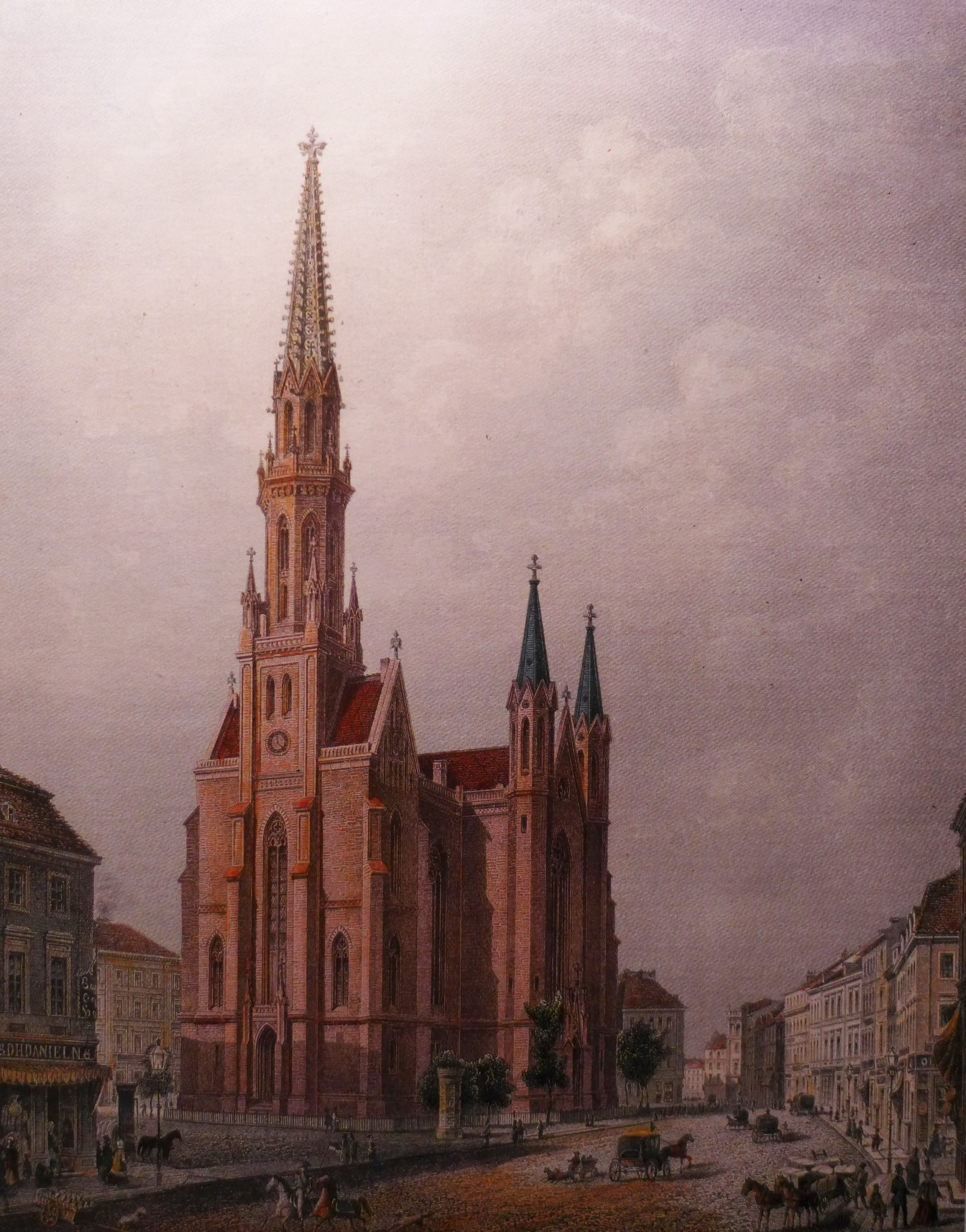
Petrikirche von Südwesten an der Gertraudenstraße, die am Köllnischen Fischmarkt in den Mühlendamm übergeht; rechts die Einmündung der Grünstraße; am Ende der Gertraudenstraße ist links hinter der Kirche das Köllnische Rathaus zu sehen; links die Einmündung der Brüderstraße; Stahlstich des in den Jahren 1847 bis 1853 in den Formen der Neugotik wiedererrichteten Kirchengebäudes

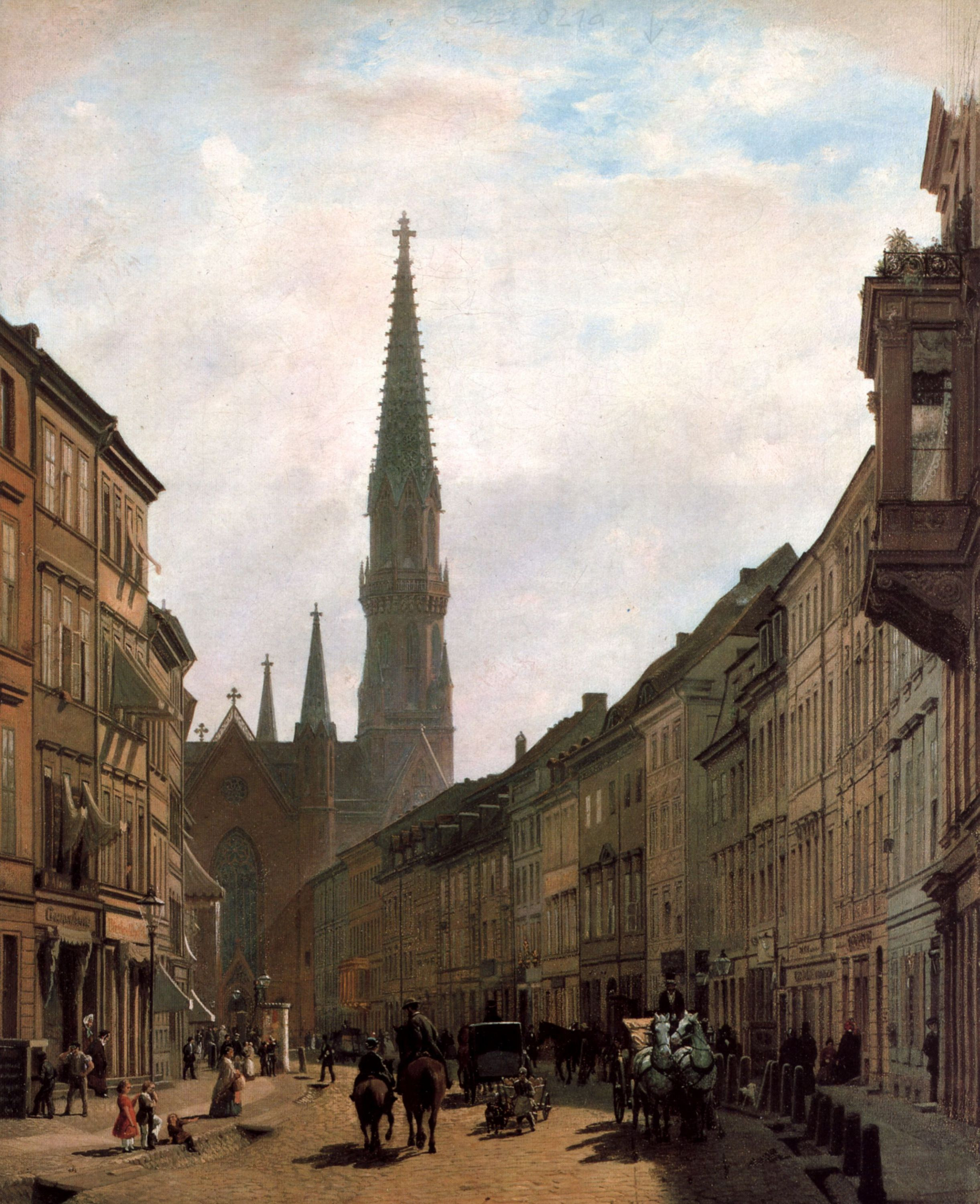
Blick durch die Brüderstraße zur Petrikirche, Gemälde von Eduard Gaertner, 1863

Die Petrikirche stand auf dem Petriplatz in Alt-Berlin und gehörte als Stadtpfarrkirche von Kölln zu den ersten fünf Kirchen der Doppelstadt Berlin-Kölln. Sie wurde um das Jahr 1230 auf der höchsten natürlichen Erhebung der Köllner Talsandinsel der Spree mit 35,5 Metern über Normalnull errichtet, mehrmals um- und neugebaut. Zum Ende des Zweiten Weltkriegs wurde die Kirche schwer beschädigt. Die DDR-Regierung entschloss sich gegen ihren Wiederaufbau und für die Sprengung, die 1964 erfolgte. Damit reiht sie sich in die Liste der Kirchensprengungen in der DDR ein.

## Geschichte

### Erste Petrikirche

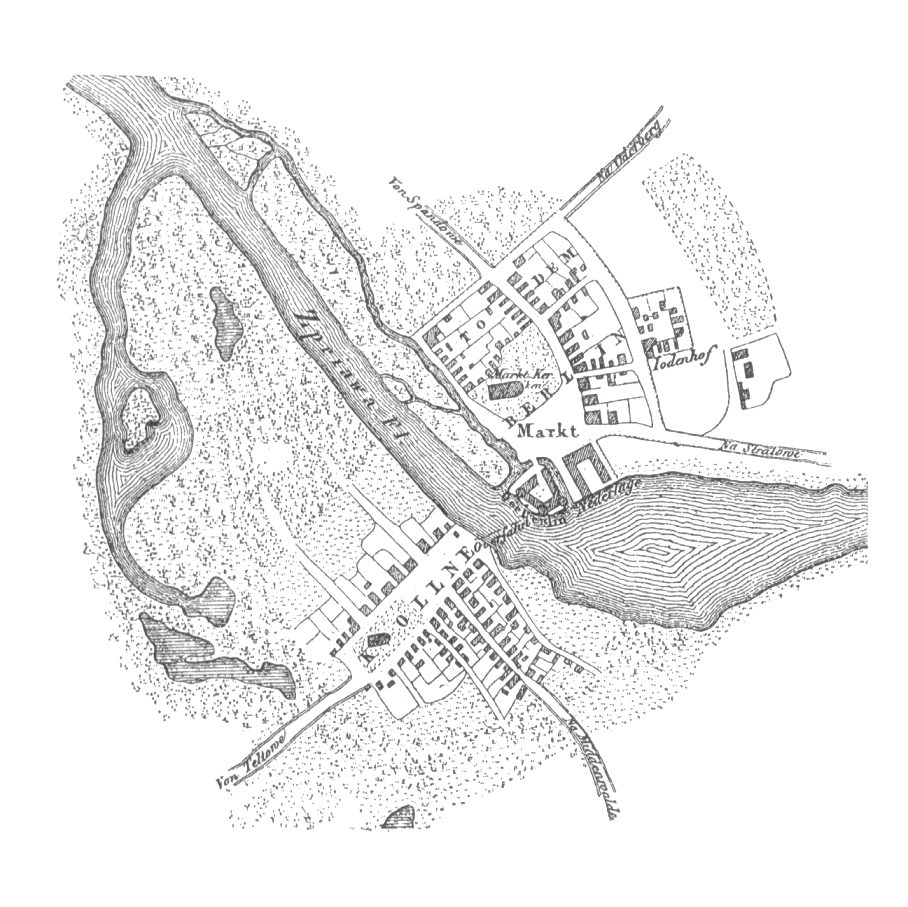
Karte von Berlin und Kölln im Anfang des 13. Jahrhunderts mit der Petrikirche (etwa beim „K“ von „Kollne“);
Karl Friedrich von Klöden

In Dokumenten des Jahres 1285 wird eine Prämonstratenser-Gründung in Cölln/Kölln erwähnt, die vom Domkapitel von Brandenburg an der Havel ausgegangen war. Für diese Einrichtung entstand die erste Kirche und erhielt vom damaligen Bischof ihren Namen nach dem Apostel Petrus, dem Patron der Fischer, Schiffer und Brückenbauer. Im Jahr 1237 wird ein Pfarrer Symeon zu Kölln (Symeon plebanus de Colonia) genannt, was das Bestehen der Petrikirche zu diesem Zeitpunkt bestätigt und gleichzeitig die erste urkundliche Erwähnung Köllns ist, das später nach Berlin eingemeindet wurde.
Im Jahr 1967 vorgenommene archäologische Grabungen auf dem Kirchengelände unter dem westlichen Gehweg der Gertraudenstraße bezeugen, dass die Petrikirche, wie die Berliner Nikolaikirche, um 1200, spätestens 1230, entstanden sein muss. Es lässt sich ein Grundriss des ersten, sicher spätromanischen, Baues von 45 m × 20 m rekonstruieren, ohne dass sich ansonsten von der Bausubstanz etwas erhalten hätte. Das Aussehen der Kirche bleibt somit unklar.
Vermutlich standen am Ort der romanischen Petrikirche mindestens zwei frühere Gotteshäuser.
Die romanische Kirche wurde zweimal durch Feuer beschädigt und einmal durch einen Kirchturmeinsturz schwer in Mitleidenschaft gezogen. Die Kirche wies einen Hauptaltar und mehrere Nebenaltäre auf, die stiftungsmäßig durch die Cöllner Bürger und den Landesherrn unterhalten sowie durch Ablassbriefe gefördert wurden. Die Briefe bescheinigten dem jeweiligen Erwerber einen Ablass, also einen Nachlass von auferlegten Strafen, die von dem Sünder nach seiner Reue, Umkehr und kirchlich erhaltenen Beichtabsolution noch zu verbüßen waren.
Die Petrikirche befand sich im 14. Jahrhundert in schlechtem Zustand. Dies stand im Zusammenhang mit der Ermordung des Probstes Nikolaus von Bernau. Nachdem König Ludwig von Bayern im Jahr 1323 seinen Sohn Ludwig zum neuen Markgrafen gemacht hatte, stellte sich Nikolaus mit Teilen der Geistlichkeit gegen diesen neuen Landesherrn. Papst Johannes XXII. hatte dessen Ernennung abgelehnt und im folgenden Jahr König Ludwig sogar exkommuniziert. Nikolaus von Bernau hielt sich im August 1324 oder 1325 in Berlin bei seinem Amtskollegen Eberhard auf, als eine aufgebrachte Menschenmenge ihn aus dem Haus des Propstes zerrte und ihn erschlug. Sein Leichnam wurde von der entfesselten Menge daraufhin verbrannt. Der Hintergrund war wahrscheinlich die Parteinahme Nikolaus von Bernaus gegen Ludwig, während die Berliner für den Bayern eingestellt gewesen waren. Ende des Jahres 1325 wurde über Kölln und Berlin das kirchliche Interdikt durch den Bischof verhängt. Es durften keine Messen mehr gefeiert werden, jede pfarrgeistliche Tätigkeiten wie Taufen, Hochzeiten und Beerdigungen waren verboten. Der Handel der Doppelstadt Berlin-Kölln litt erheblich, da zahlreiche Kaufleute mit Exkommunizierten keine Geschäfte machen wollten. Erst im Jahr 1335 wurde ein Sühnevertrag zwischen dem Bischof und der Stadt Berlin geschlossen, in der die Stadt zu umfangreichen Sühneleistungen, wie einen Sühnealtar in der Marienkirche, ein Sühnekreuz an der Stelle des Lynchmordes in der Spandauer Straße sowie Entschädigungszahlungen an die Angehörigen des Opfers verpflichtet wurde. Das Sühnekreuz für den Mord an Nikolaus von Bernau steht heute vor dem Haupteingang der Marienkirche in Berlin. Es wurde im 17. Jahrhundert an die jetzige Stelle gebracht. Vollständig wurde das Interdikt erst im Jahr 1345 aufgehoben. Noch 1347 verpflichteten sich die Ratsherren von Berlin und Kölln zu jährlichen Zahlungen an die Stadt Bernau für Gedächtnismessen und Kerzen. Somit waren in der Petrikirche annähernd zwei Jahrzehnte keine Messen mehr gehalten und keine Sakramente mehr gespendet worden, sodass der Bauzustand erheblich litt.

### Zweite und dritte Petrikirche

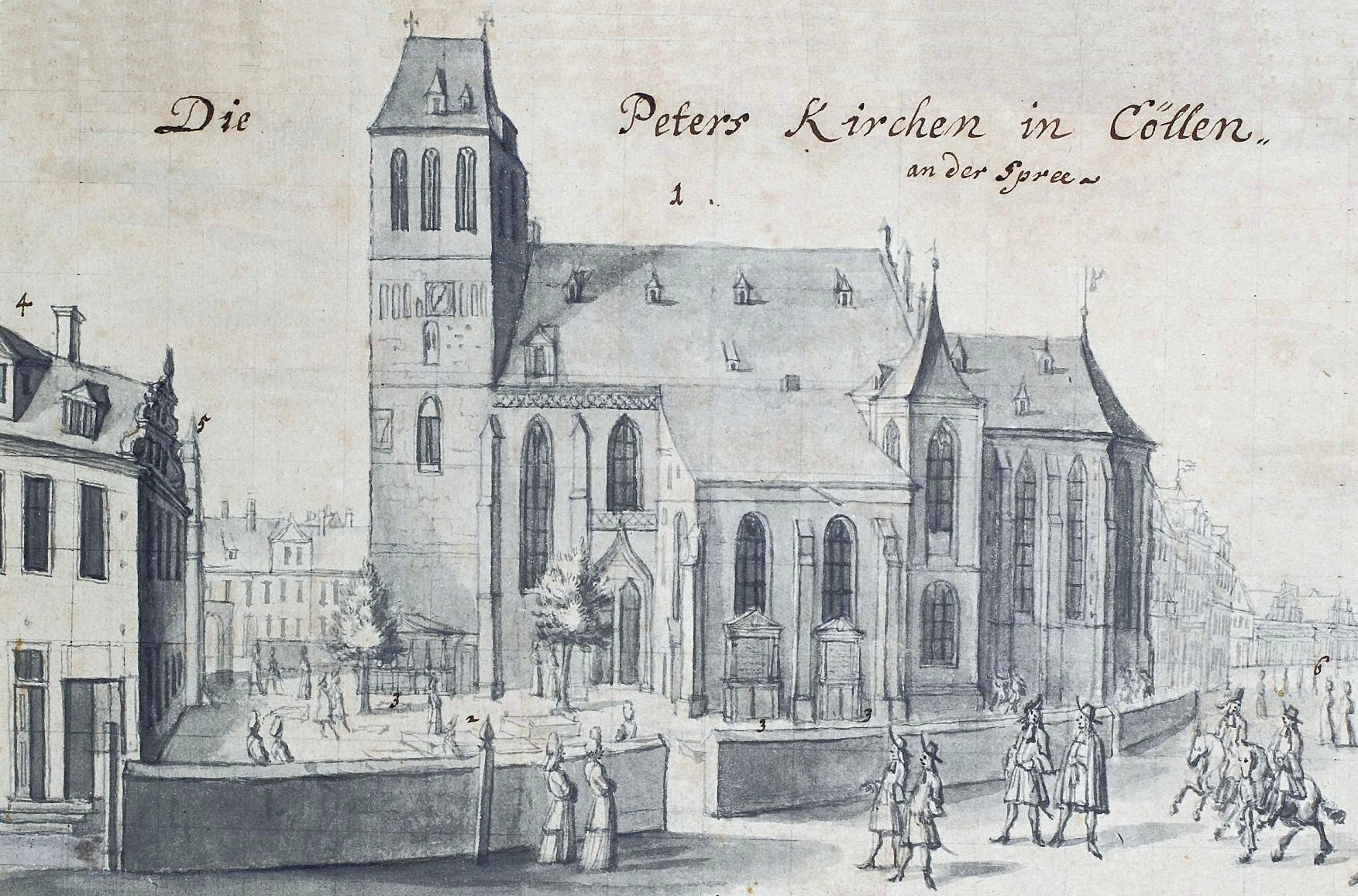
Petrikirche von Süden mit Kirchhof, um 1690

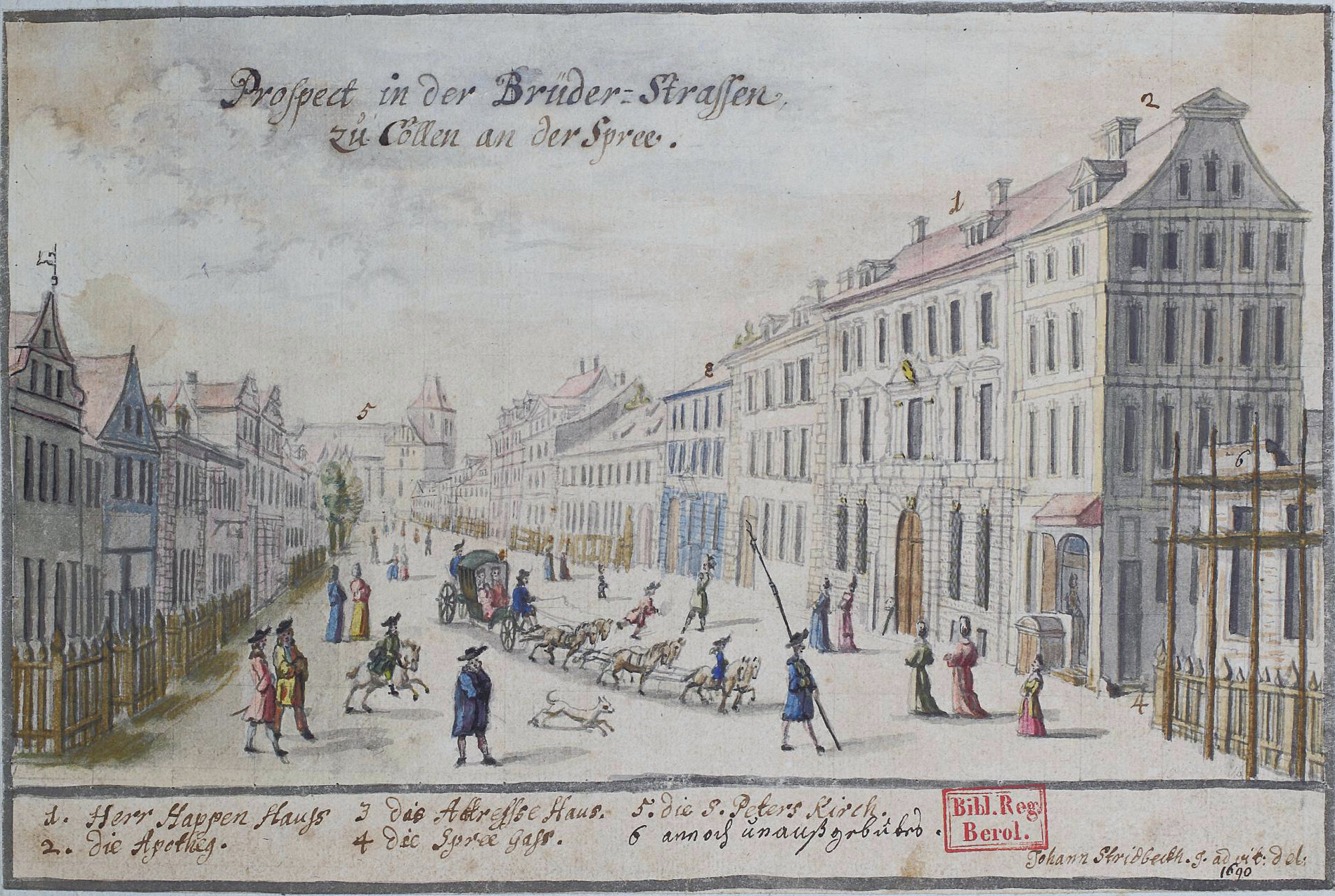
Blick durch die Brüderstraße auf die Petrikirche, um 1690

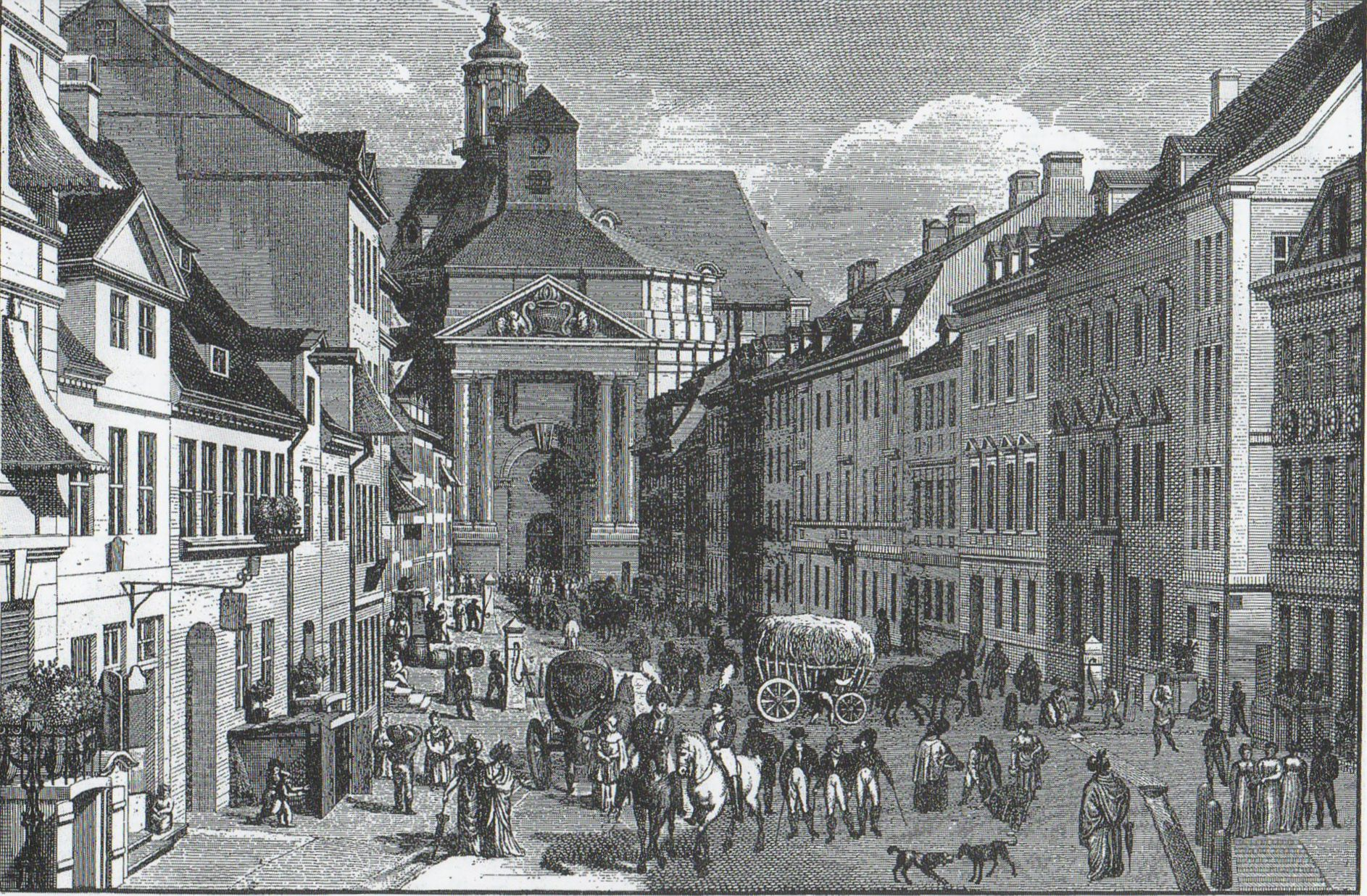
Barocke Petrikirche als südlicher Abschluss der Brüderstraße;
Kupferstich nach einer Vorlage von Franz Ludwig Catel, 1808

Vermutlich zeitgleich mit der Neuerrichtung des Chores der Berliner Nikolaikirche begann man im späten 14. Jahrhundert mit einem Umbau der Köllner Petrikirche im gotischen Stil. Die Ostung der Kirche wurde beibehalten. Der untere Teil der Wände blieben wohl erhalten und bestanden aus Feldsteinen. Der rechteckige, dreischiffige und fünfjochige Bau in Hallenform ging in einen langen, leicht eingezogenen Chorbereich mit polygonaler, umgangsloser Apsis über. In Richtung der Scharrenstraße und zur Gertraudenstraße gab es jeweils einen polygonal schließenden Kapellanbau. An den Kapellanbau zur Gertraudenstraße schloss sich ab 1505 zusätzlich eine Marienkapelle auf rechteckigem Grundriss an. Die zweijochige Kapelle zur Ehre der Gottesmutter Maria war von einem Bäckermeister Fritze gestiftet worden. Im Jahr 1517 bewilligte Kardinal Albrecht von Brandenburg einen eigenen Ablass. Im Folgejahr 1518 gestattete der gebürtige Berliner Johann II. von Blankenfelde in seiner Funktion als Erzbischof von Riga einen weiteren Ablass für den Corpus-Christi-Altar. Der schiefergedeckte Cöllner Kirchbau war insgesamt etwa 64 Meter lang und circa 17 Meter breit.
Joachim II., Kurfürst von Brandenburg und Herzog von Preußen sowie Neffe von Albrecht von Brandenburg, führte im Jahr 1539 die Reformation ein. Nach Beratungen mit Philipp Melanchthon übernahm man die reformatorische Praxis der Priesterehe statt des bisherigen Zölibates und des Laienkelches beim Abendmahlsgottesdienst sowie die Lehre von der Rechtfertigung nach Martin Luthers theologischer Vorstellung. Ansonsten bemühte man sich, die überlieferten katholischen Traditionen beizubehalten.
Die Petrikirche wurde im Jahr 1555 renoviert und im Jahr 1605 deckte man Kirchen- und Turmdach neu ein. Dabei fand man angeblich im Turmknopf eine Urkunde, die besagt haben soll, dass der Turm im Jahr 1440 errichtet oder zumindest erneuert worden war. Im Jahr 1606 stattete man die Petrikirche mit einer kunstvoll geschnitzten Kanzel aus. Etwas später folgte die Stiftung eines Renaissance-Altars. Umfangreiche Bauerhaltungsmaßnahmen erfolgten in den Jahren 1615 und 1675. Bereits im Jahr 1663 hatte der Cöllnische Rat dem Kurfürsten Friedrich Wilhelm von Brandenburg mitgeteilt, dass der Turm der Petrikirche sich in derart desolatem Zustand befände, dass er abgerissen und durch einen Neubau ersetzt werden müsse. Allerdings kam es nur zu einer Reparatur des bisher bestehenden Turmes. Als der Turm wiederum große Schäden aufwies, wurde der obere Teil schließlich abgerissen und man schloss den stehengebliebenen Stumpf mit einem Walmdach. Eine Zeichnung aus der Zeit um das Jahr 1690 gibt den Bauzustand zu dieser Zeit wieder.
Im Jahr 1615 ging von der Petrikirche der Berliner Tumult aus. Es handelt sich hierbei um innerprotestantische konfessionelle Unruhen, die sich in der Karwoche 1615 in Berlin-Kölln ereigneten.
Kölln und Alt-Berlin schlossen sich im Jahr 1709 zusammen, auch die Kirchenorganisation der Residenzstadt wurde entsprechend angepasst. Ab 1717 erfolgte ein umfangreicher Umbau der Kirche unter Leitung von Martin Heinrich Böhme, nunmehr im barocken Baustil. Neben einer von Johann Conrad Koch angefertigten Kanzel betraf dies vor allem den Bau eines neuen Kirchturms, der von Johann Friedrich Grael geplant und mit dessen Bau 1726 begonnen wurde. Kurz vor Fertigstellung des Turms, als er eine Höhe von 108 Metern erreicht hatte, traf am 29. Mai 1730 ein Blitz das Baugerüst des Turmes und die Kirche und richtete schweren Schaden an, sodass das Bauwerk praktisch von Grund auf neugestaltet werden musste. Den Wiederaufbau leitete ab 1731 zunächst wieder Grael und ab 1733 Philipp Gerlach. Im zeitigen Frühjahr 1734 konnte „die Helmstange von 26 Zentner Gewicht aufgerichtet“ werden. Der preußische König Friedrich Wilhelm I. hatte sich bereit erklärt, die Baukosten mit 30.000 Talern zu finanzieren. Der von ihm ausgeübte Druck, die Kirche möglichst schnell fertigzustellen, führte zu einer unsachgemäßen Bauausführung, sodass der Turm am 28. August 1734 einstürzte. Vor allem stürzte die „schwere steinerne Krone eines Turmes“ herab. Sie wurde von den Anwohnern geborgen und im Keller eines benachbarten Wohnhauses eingelagert.
Eine einberufene Untersuchungskommission, bestehend aus Johann Carl Stoltze, Friedrich Wilhelm Diterichs, Philipp Wilhelm Nuglisch und Johann Gottfried Kemmeter, bestätigte die Korrektheit von Graels Entwurf. Trotzdem wurde Grael im Januar 1735 verhaftet und Stoltze zu seinem Nachfolger ernannt. 1737 lieferte Titus de Favre einen neuen Entwurf für den Wiederaufbau des Turms. Gemeinsam mit Stoltze übernahm er 1738 die Bauleitung. Der Bau wurde aber nicht vollendet. Der Kirchenraum erhielt 1750 eine neue Orgel von Johann Peter Migendt mit drei Manualen und 50 Registern.
Am 20. September 1809 brannte die Kirche erneut bis auf die Grundmauern ab. Die Trümmer wurden abgeräumt. Rund 40 Jahre lang stand an dieser Stelle die Ruine und es wurde darum gestritten, ob hier ein Park entstehen sollte oder noch einmal ein Kirchengebäude.

Petrikirche im städtischen Umfeld im Wandel der Zeit (um 1450–1750)
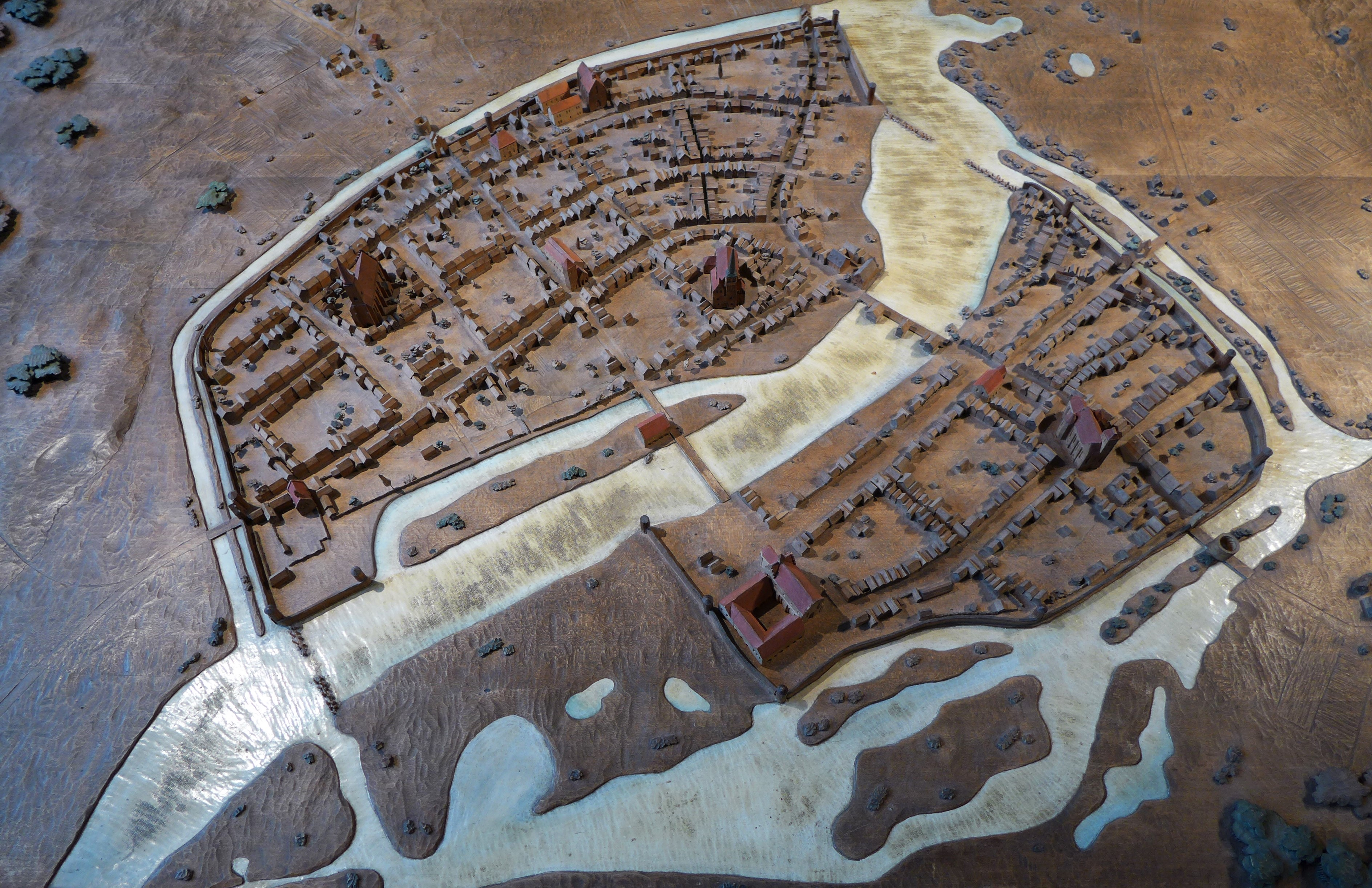
Zustand der Kirche und des Umfeldes um das Jahr 1480; die Kirche befindet sich ganz rechts (Stadtmodell im Märkischen Museum)
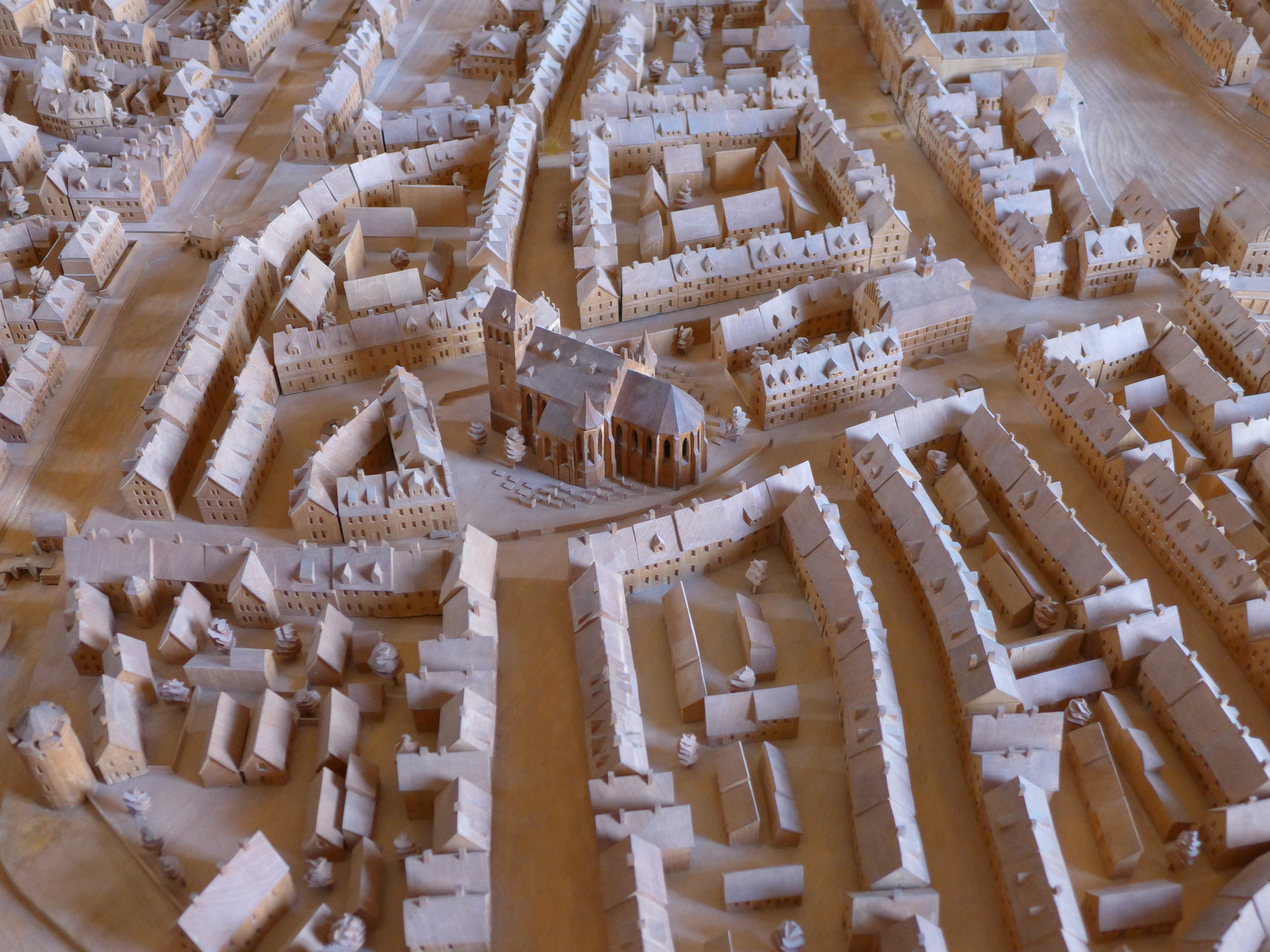
Zustand der Kirche und des Umfeldes um das Jahr 1690 (Stadtmodell im Märkischen Museum)
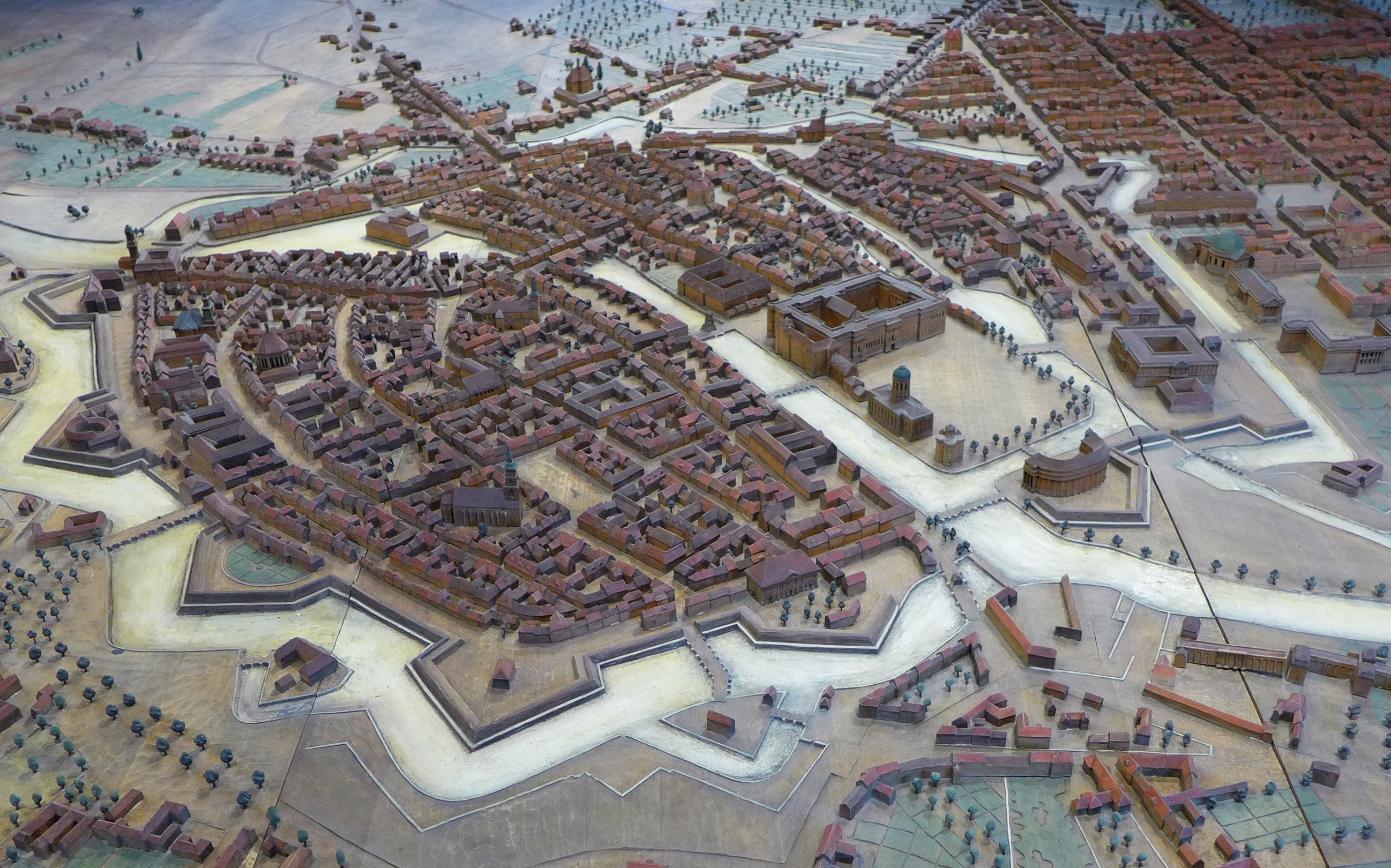
Position der Kirche im städtischen Umfeld um das Jahr 1750; Die Kirche befindet sich etwa in der oberen Bildmitte (Stadtmodell im Märkischen Museum)

### Vierte Petrikirche

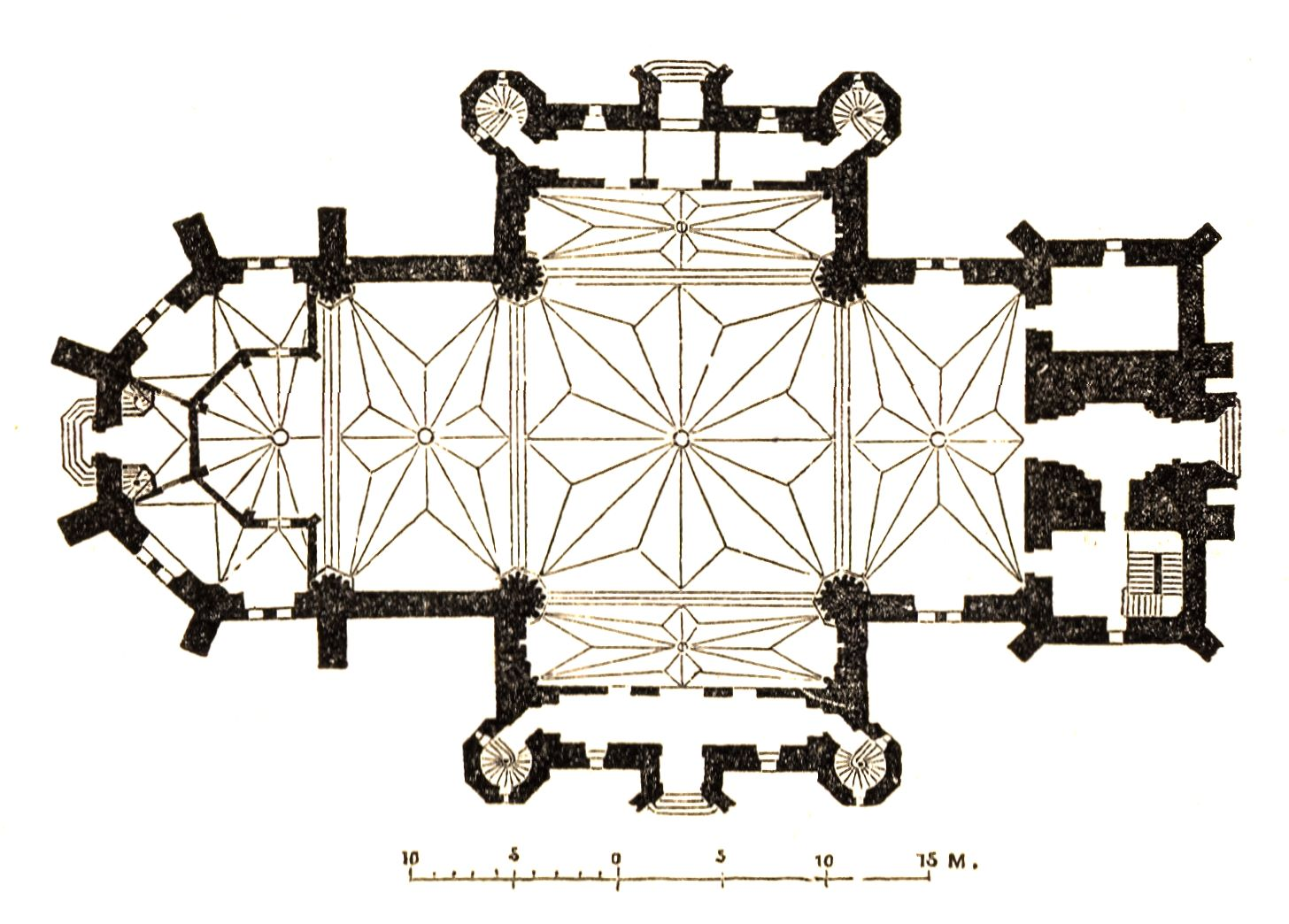
Grundriss der neogotischen Kirche

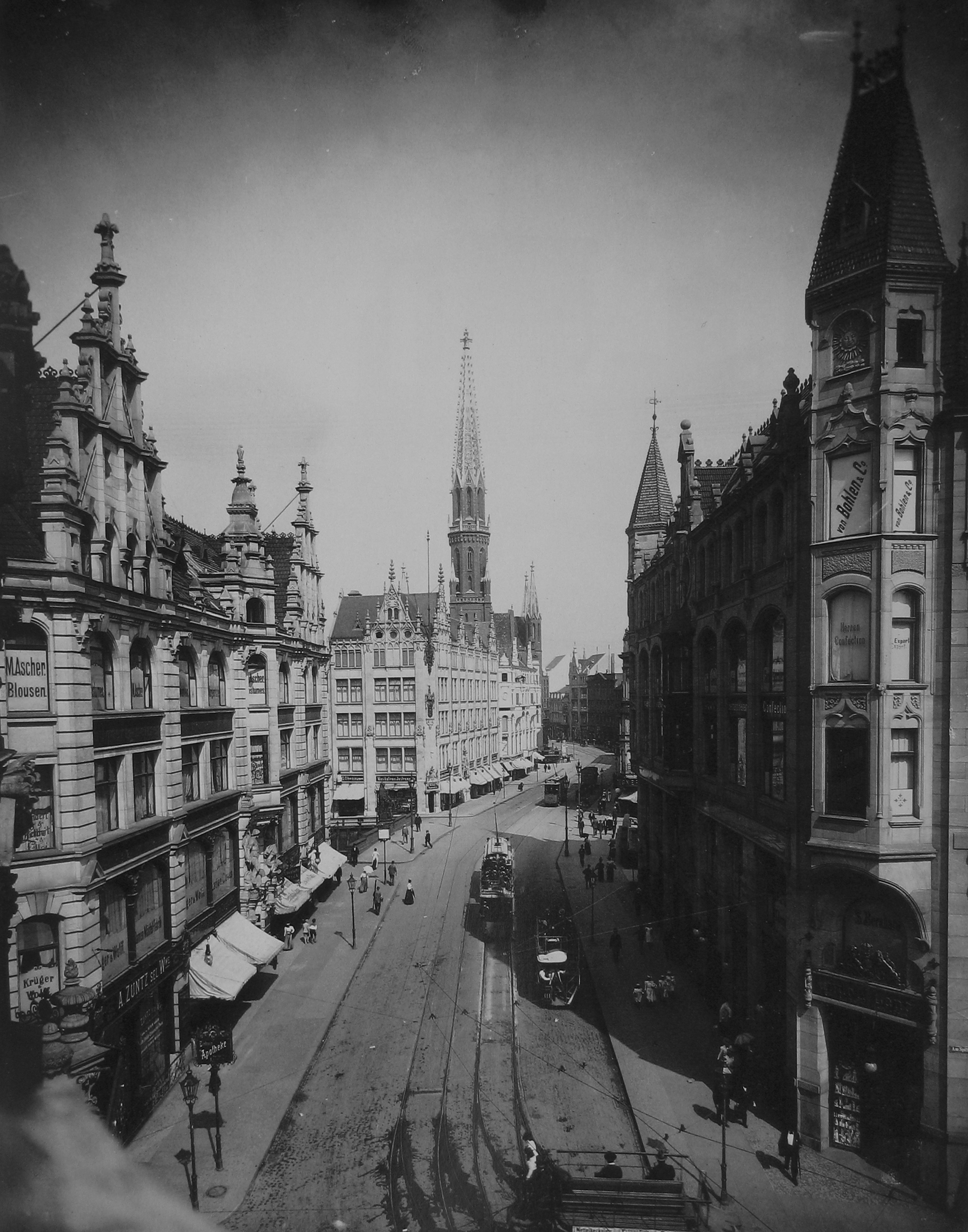
Blick vom Spittelmarkt durch die Gertraudenstraße zur Petrikirche, 1901

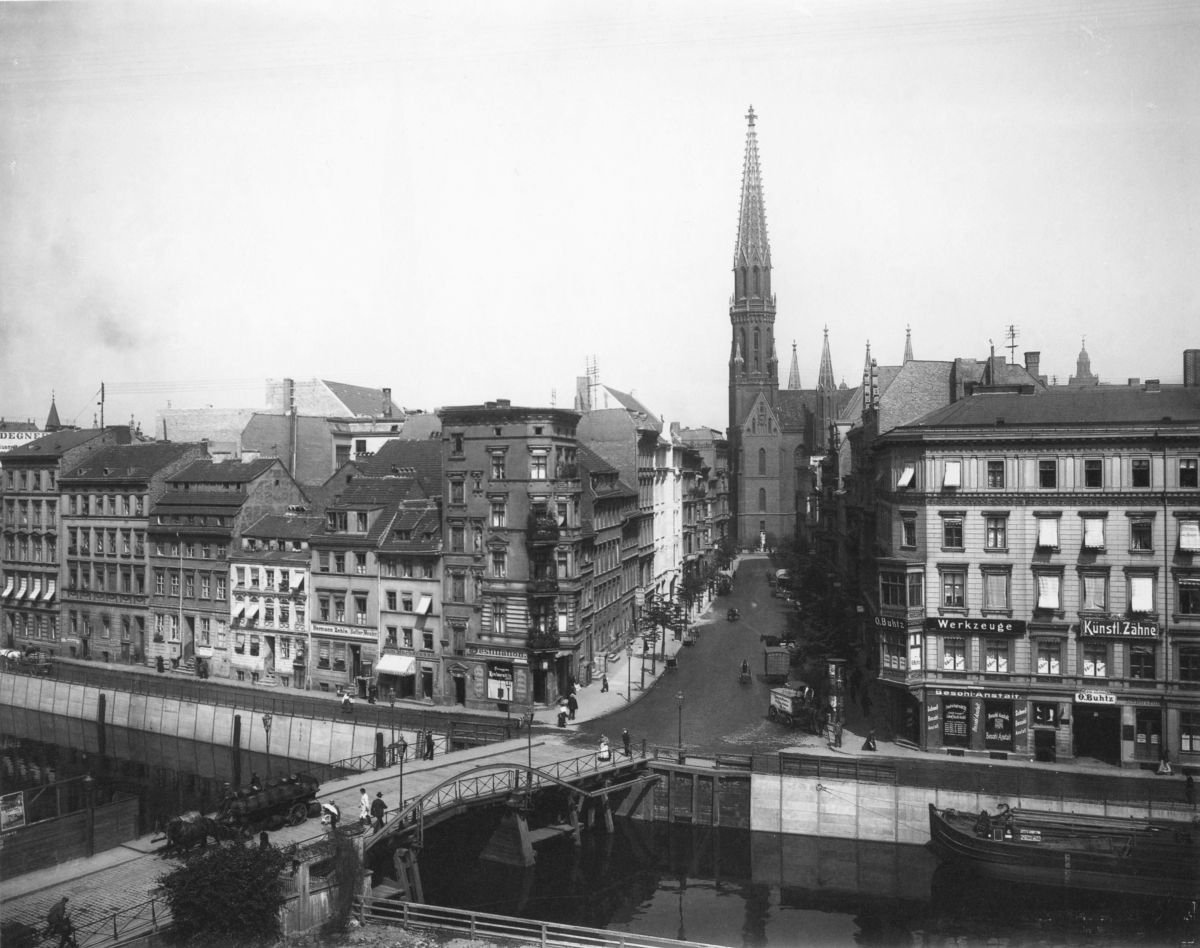
Blick von der Grünstraßenbrücke über den Spreekanal durch die Grünstraße zur Petrikirche, 1903

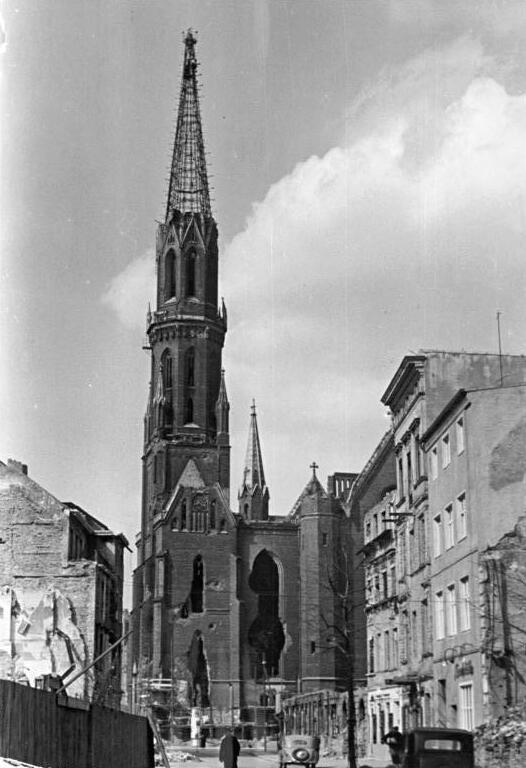
Kriegsbeschädigte Petrikirche von der Grünstraße aus gesehen, 1951

Die Pfarrei der Petrikirche wies um die Jahrhundertmitte des 19. Jahrhunderts etwa 20.000 Seelen auf. Im Jahr 1846 wurde deshalb ein Neubau beschlossen, für den man am 3. August 1847 den Grundstein legte. Das Kirchenpatronat hatte der Magistrat der Stadt Berlin inne. Aus einem Wettbewerb war Baumeister Heinrich Strack als Sieger hervorgegangen, der einen neogotischen Bau errichtete, dessen 111 Meter hoher Turm auf querrechteckigem Grundriss lange Zeit das höchste Gebäude Berlins darstellte. Das Motto des Bauplanes lautete: „Wo der Herr nicht das Haus bauet, so arbeiten umsonst, die daran bauen.“ Der Turm war laut Plan auf die Aufnahme von vier Glocken mit einem Gesamtgewicht von ca. 100 Zentnern konzipiert. Installiert wurden zunächst aber nur drei Glocken mit alttestamentlichen Zitaten (Töne b, d, f; 54, 24 und 13 Zentner; Gießerei Hackenschmidt). Der gemauerte Teil des Turmes hatte eine Höhe von 200 Fuß. Darüber erhob sich ein Maßwerkspitzhelm aus zinkummanteltem Gusseisen. Ein ziegelsteinfarbiger Anstrich überdeckte die helle Zinkfarbe. Eine hölzerne Turmspitze hatte man bei der Ausschreibung vom 8. Oktober 1844 aus Brandschutzgründen ausgeschlossen. Der relative kurze Bau verfügte über eine vergleichsweise große Höhe, die die ‚himmelstürmende‘ gotischen Intention klar zur Geltung brachte. Die Freigeschosse des im Jahr 1852 vollendeten Petrikirchturmes wiesen einige architektonische Parallelen zur Kubatur des Turmes des Brüsseler Rathauses auf. Parallele Formen waren (von oben nach unten) eine Kreuzblume an der Spitze, ein maßwerkgeschmückter Spitzhelm mit Krabbenbesatz, ein Giebelkranz am Fuß des Spitzhelmes, darunter ein sich in Spitzbogenfenstern öffnendes Oktogon mit auskragender Brüstungsgalerie und Fialen an den Ecken, darunter ein Oktogon mit Spitzbogenfenstern das in ein quadratisches Turmgeschoss übergeht. Die Brüstungsgalerie der Petrikirche wurde auf jeder Seite des Oktogons von drei Engeln, also insgesamt 24 Engeln, aus gebranntem Ton, getragen. Den Übergang vom Turmquadrat zum Turmoktogon kaschierten Eckfialen mit Kreuzblumen. Im Vergleich zum Brüsseler Rathausturm fehlte beim Turm der Petrikirche ein Oktogontrommelgeschoss. Das oberste strebepfeilerumstandene Geschoss auf quadratischem Grundriss öffnete sich in zwei Spitzbogenfenstern zur Eingangsfassade. Bei beiden Turmfassaden setzt hier das traufständige Dach an, das bei der Petrikirche im Vergleich zur Brüsseler Rathausfassade aufgrund der Schmalheit des dahinterliegenden Kirchenschiffs kürzer ausgebildet ist. Unter den parallel geordneten Spitzbogenfenstern des Petrikirchenturmes befand sich die Turmuhr von Rösener. Ein darunterliegendes hohes zweibahniges Maßwerkfenster, flankiert von zwei kürzeren ebenfalls zweibahnigen Maßwerkfenstern, unterstrich die Vertikalität der Turmfassade. Sämtliche Fenstermaßwerke der Kirche waren aus Sandstein gefertigt. Das Turmportal schloss in einfacher Form mit einer darüberliegenden Blendmaßwerkgalerie und war durch zwei Strebepfeiler mit Fialen eingefasst. Die Portale der beiden Querschiffe in der Scharren- und Gertraudenstraße waren mit hohen durchbrochenen Maßwerk-Wimpergen geschmückt. Der Sakralbau verfügte über drei Haupteingänge. Insgesamt sollten an die 3000 Personen sitzend bzw. stehend im Raum Platz finden können.
Die Positionen der Ecktürmchen des Brüsseler Rathauses tauchen bei der Petrikirche als oktogonale Flankentürme der kurzschenkligen Querschiffe mit ihren Giebelfassaden auf. Die Treppentürme waren, wie der Hauptturm, mit spitzen Helmen mit Giebelkränzen bekrönt. Während der Hauptturm an der Fassade eine Höhe von 307 Fuß aufwies, verfügten die vier Treppentürme über eine Höhe von 142 Fuß. Über diese Treppentürme gelangte man zu den Emporen der Petrikirche. Zur Gertraudenstraße hin befand sich auf der Kirchenempore die Magistratsloge. Die in Brüssel angewandten spätgotischen Formen des Rathausturmes erscheinen bei der Petrikirche in vereinfachte Backsteingotik transponiert, die sich nach den Vorbildern märkischer Ziegelsteinkirchen des Mittelalters richten sollten. Der Zentralbau der neogotischen Petrikirche war einschiffig, kreuzförmig und in Ziegelbauweise gefertigt. Der Chor endete in polygonalem 5⁄8-Schluss und war an den Ecken von Strebepfeilern umstanden. Das Kirchenschiff war im Inneren 138 Fuß lang und 48 breit. Das Querschiff wies eine innere Länge von 95 Fuß auf. Die höchste Gewölbehöhe erreichte 86 1⁄2 Fuß. Der Chorbereich öffnete sich in voller Breite zum Mittelschiff, war aber durch eine eingestellte, lettnerartige Umlauftribüne eingezogen. Das Innere der Kirche war sterngewölbt. Die größte Spannweite des Gewölbes wies beachtliche 48 Fuß auf. Schalllöcher im Gewölbe dienten der guten Akustik und verhinderten einen übermäßigen Halleffekt. Die Sicht der Kirchenbesucher war nicht durch Stützen unterbrochen und ermöglichte so einen direkten Blick auf den Altar. Das zentrale Vierungsgewölbe auf quadratischem Grundriss war mit einem achtstrahligen Stern, die davon abgehenden vier Gewölbefelder auf querrechteckigem Grundriss waren je mit einem sechsstrahligen Rippenstern überwölbt. Eine Ausmalung des auf Bündelpfeilern ruhenden Kirchengewölbes erfolgte im Jahr 1896. In den Kreuzarmen sorgten Emporen für zusätzliche Plätze. Das Kirchenschiff war dreijochig. Weitgehend weist der Sakralbau Formen der Frühgotik auf. Durchbrochene Wimperge und der Maßwerkhelms wenden Elemente der Hochgotik an, während die Sterngewölbe sich an Wölbeformen der Spätgotik orientierten.
Die von 1846 bis 1853 andauernde Bauausführung verantwortete der Architekt August Dieckhoff. Die Einweihung der Kirche erfolgte am 16. Oktober 1853 in Anwesenheit von Friedrich Wilhelm IV. Der Gemeindefriedhof der neogotischen Petrikirche lag zwischen dem Landsberger und dem Frankfurter Tor und war im Jahr 1838 eröffnet worden.
Die reiche Ausstattung – bestehend aus Altarretabel mit dahinter paraventartig eingestellten neohochgotischen Wimpergen, einer Kanzel aus Nebraer Sandstein mit Pflanzenmotiven und hölzernem Schalldeckel am Übergang von Chorjoch und Querschiff und die Orgel von C. A. Buchholz mit vier Manualen und 60 Registern – stammte aus der Erbauungszeit. Im Jahr 1894 erhielt St. Petri bunte Glasfenster im Chor und im Jahr 1901 einen Taufstein, der in einiger Entfernung vor dem Altar aufgestellt war. Die Orgel wurde 1906 von Wilhelm Sauer umgebaut.
Im Jahr 1928 beging die Stadt und die Kirchengemeinde das 75-jährige Bestehen der neuen Petrikirche mit einem Festgottesdienst.
Im Zweiten Weltkrieg wurde die Kirche noch in den letzten Tagen der Schlacht um Berlin schwer beschädigt. Nachdem sie die alliierten Bombenangriffe unbeschadet überstanden hatte, geriet sie im April 1945 unter Beschuss, da sich in ihr SS-Einheiten verschanzt hielten, und war nach Kriegsende eine Ruine. An der Südseite und Nordseite wiesen die Flankentürme am Querschiff, das Mauerwerk des Turmes sowie des Langhauses erhebliche Beschädigungen auf. Die Fenstermaßwerke waren weitgehend nicht mehr vorhanden. Dachstuhl und Bedachung fehlten. Das Gerüst des Turmes war erhalten. Im Inneren waren drei Gewölbekappen eingestürzt und sämtliche Holzteile verbrannt. Im Jahr 1951 begann man, die Mauerschäden zu beseitigen und plante das Aufsetzen eines neuen Dachstuhles zum Schutz des Kircheninneren, da die restlichen Gewölbe durch die Witterung zunehmend beschädigt wurden. Eine Schadensfeststellung aus demselben Jahr wies dem neogotischen Bau keinerlei kunsthistorischen Wert zu, da es sich um „akademische Gotik“ des 19. Jahrhunderts handele.
Da die Regierung der DDR kein Interesse hatte, den möglichen Wiederaufbau der Kirche zu finanzieren und sie den Straßenplanungen im Zuge der Neutrassierung bzw. Begradigung der Gertraudenstraße in Richtung Mühlendamm im Wege stand, sah sich der Gemeindekirchenrat nach mehrjährigen Verhandlungen im Jahr 1960 gezwungen, dem Abriss zuzustimmen. Bis dahin hatte die Turmruine mit roten Signallampen zur Sicherung des Berliner Flugraumes in der Nacht gekennzeichnet werden müssen. Die letzten Gebäudereste wurden 1964 abgetragen. Die Trümmer der bis zu vier Meter dicken Ziegelsteinmauern wurden geschreddert und nach West-Berlin zum Stadion- und Straßenbau verkauft. Nach dem Abriss verfestigte man den Boden mit Dampframmen, füllte ihn auf und nutzte anschließend den Standort der Kirche als Parkplatz. Seither befinden sich die Gemeinderäume in einem Gebäude in der Neuen Grünstraße, wo auch die Gottesdienste abgehalten werden.

## Grabmale
- Joachim Friedrich Kornmesser, Berliner Bürgermeister
- Carl Heinrich Graun, Komponist und Sänger

## Archäologische Funde

### Ausgrabungen der 1960er Jahre
Die ersten archäologischen Ausgrabungen im Stadtzentrum des historischen Kölln erfolgten ab dem Jahr 1960 in der Petristraße und am Fischmarkt. Wichtige Vergleichsdaten lieferten Ausgrabungen im Inneren der Berliner Nikolaikirche. Beide Grabungen gaben Zeugnis von einer langen Besiedlungsgeschichte des Ortes. Slawische Siedlungsursprünge ließen sich nicht nachweisen, obwohl sie zuvor vermutet worden waren. Unter Leitung von Heinz Seyer führte man im Jahr 1967 wiederum archäologische Untersuchungen am Petriplatz durch, nachdem die neogotische Petrikirche abgerissen worden war. Anlass dieser Forschungen waren Planung für eine moderne Neubebauung des historischen Areals. Bei den Grabungen wurden unter gewissem Zeitdruck lediglich drei artifizielle Grabungsschnitte unternommen, bei denen der Boden tranchiert wurde. Dabei stellte man fest, dass die Kirchbauten der barocken und neogotischen Epoche die Überreste der älteren Vorgängerkirchen weitgehend zerstört hatten. Allerdings ließen sich dennoch verschiedene Bauphasen der mittelalterlichen Epoche feststellen. So wurde vermutet, dass der älteste Kirchbau aus der Zeit nach 1150, also der Zeit der Romanik, stammen könnte. Von diesem Bau sind keinerlei Abbildungen überkommen. Im Vergleich mit den Fundamenten der Nikolaikirche konnten große Parallelen festgestellt werden. Die nächste Köllner Kirche wurde vermutlich im frühgotischen Stil um 1200 errichtet. Auch zu diesem Sakralbau gibt es keine Abbildungen. Urkundlich wird der Bau aber im Jahr 1285 genannt. Der Folgebau wurde ab 1379 durch fromme Spenden finanziert. Bei den Ausgrabungen unter Heinz Seyer fand man auch Reste dieses Baues. Im Zusammenhang damit stieß man auf etwa 40 Bestattungen in strenger Ost-West-Richtung mit leicht erhöht liegenden Schädeln. Der Sonnenaufgang im Osten galt als Symbol der christlichen Auferstehung. Im Osten erwarteten die Verstorbenen nach christlicher Auffassung am Jüngsten Tag die Wiederkunft Christi. Die ältesten Gebeine waren vom spätromanischen Kirchenfundament überdeckt. Dies ließ vermuten, dass vor dem Bau der ältesten bisher gefundenen Kirche an diesem Ort bereits Bestattungen vorgenommen worden waren. Da es nicht vorstellbar ist, dass christliche Bestattungen ohne die unmittelbare Nähe eines Sakralbaues erfolgten, muss davon ausgegangen werden, dass hier vermutlich eine Holzfachwerkkirche gestanden haben könnte. Aufgrund der Kleinräumigkeit der Untersuchungen blieben mehrere Fragestellungen ungeklärt.

### Ausgrabungen ab 2007

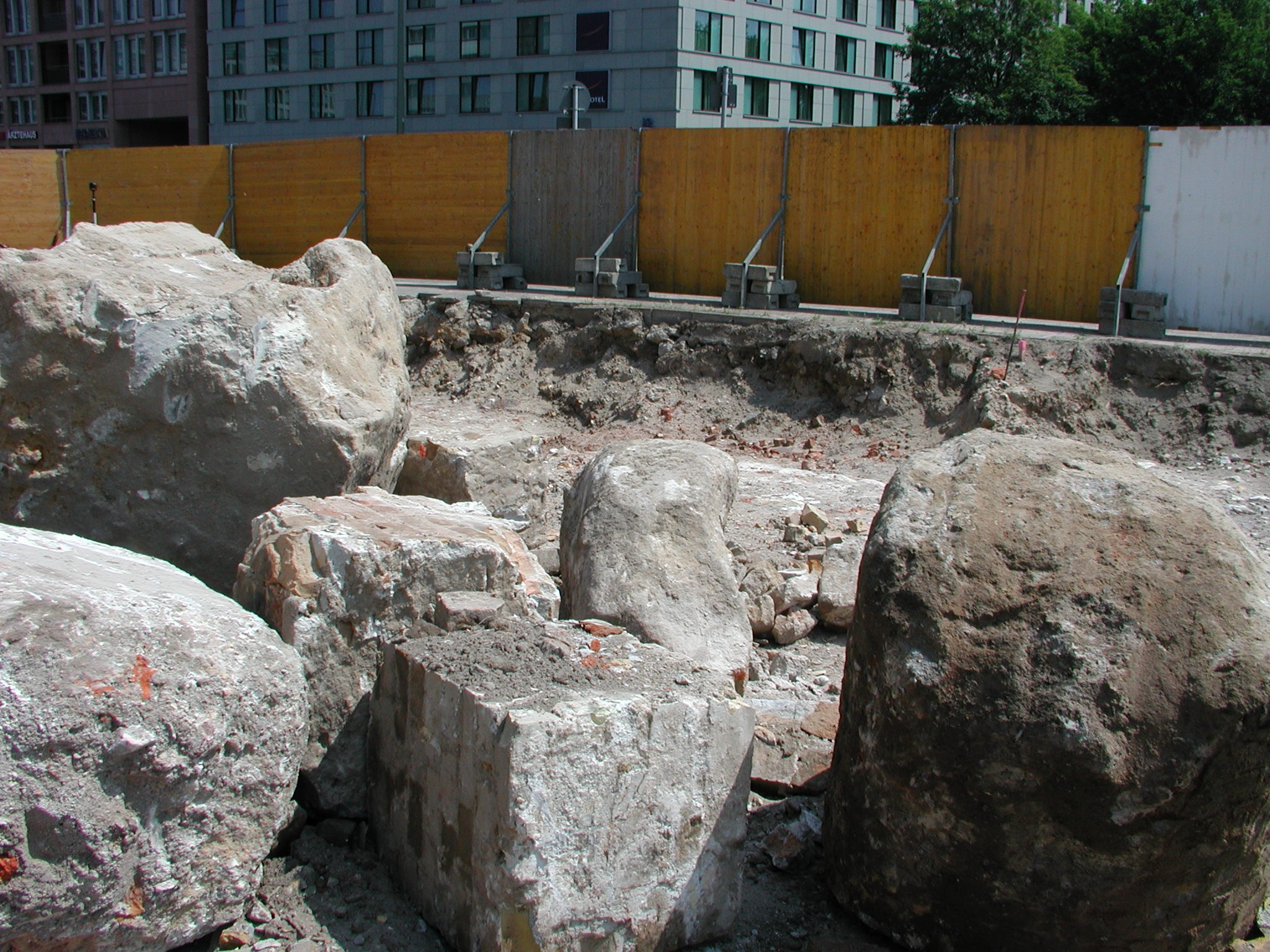
Fundamentreste der Petrikirche, 2007

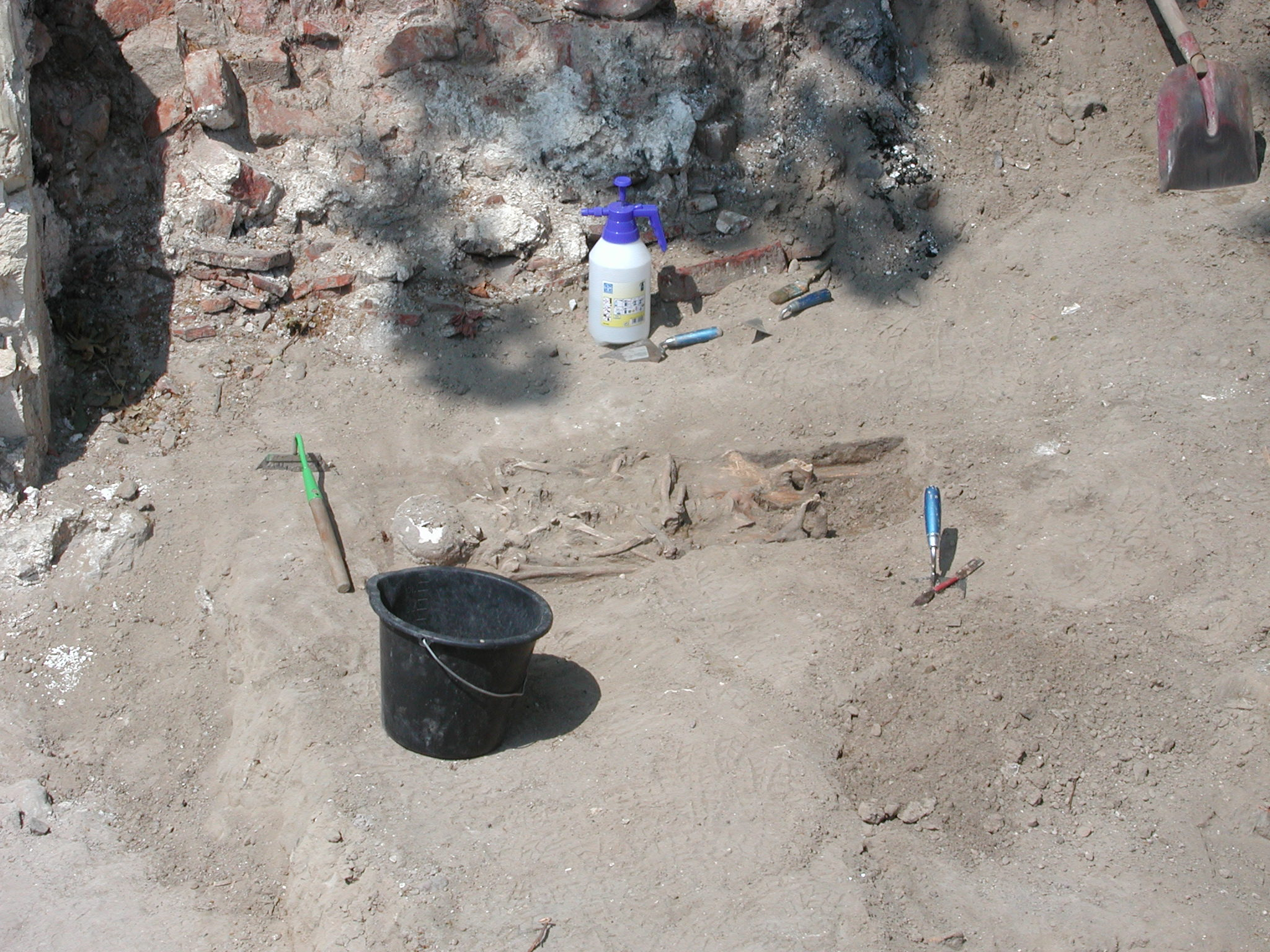
Untersuchung eines Skelettes an der Petrikirche, 2007

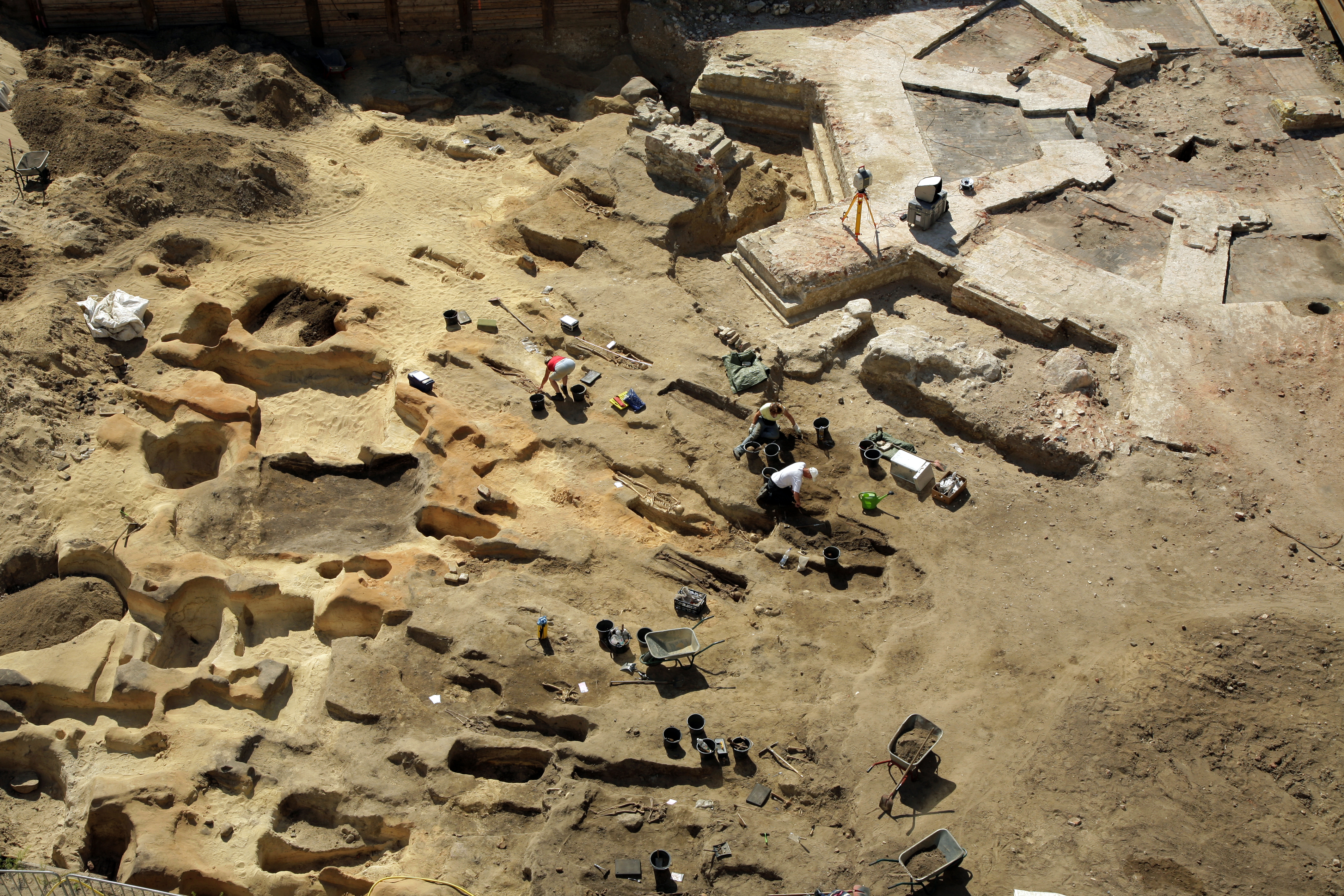
Zustand der Ausgrabungen in Kölln im Jahr 2008, rechts oben die Fundamente der Polygonapsis der Kirche

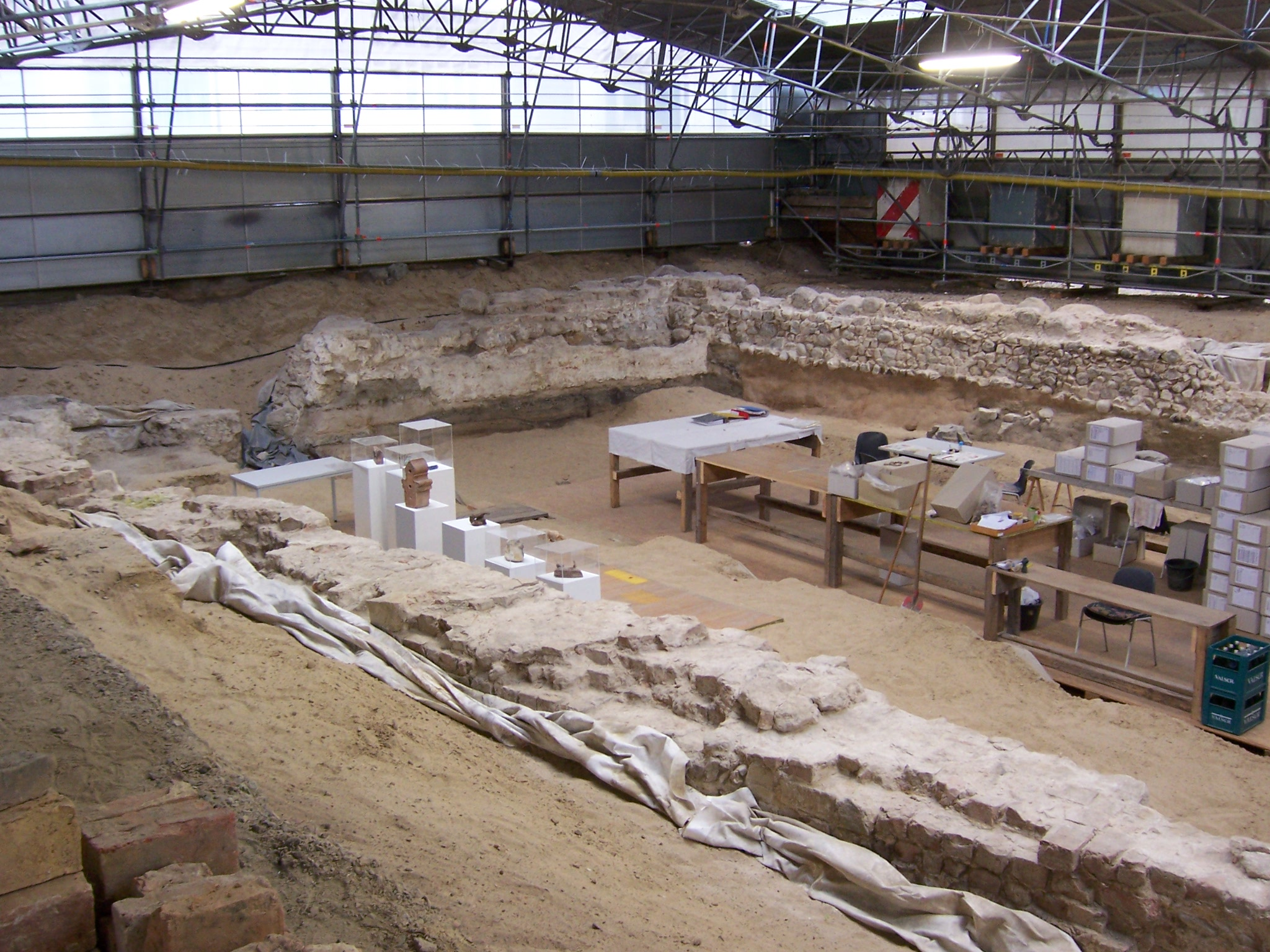
Ausgrabungshalle am Petriplatz, 2009

Im Jahr 2007 begann die Senatsverwaltung im Zuge der Baumaßnahmen „Parlaments-/Regierungsviertel“ mit großflächigen archäologischen Grabungen durch eine größere Archäologengruppe unter der Leitung von Claudia Melisch zur erneuten Untersuchung der historischen Keimzelle Berlins am Petriplatz. Das Ausgrabungsgebiet umfasste die Kleine Gertraudenstraße bis zur Breiten Straße sowie den Bereich von der Gertraudenstraße bis zur Scharrenstraße. In diesem Bereich standen ursprünglich die Petrikirche mit ihrem zugehörigen Kirchhof, die Lateinschule, Wohn- und Geschäftshäuser sowie das alte Köllnische Rathaus. Der Kirchhof zog sich um den Standort der früheren Kirchen herum. Auch unter der Gertraudenstraße und der Scharrenstraße werden weitere Grablegen vermutet. Bei den Grabungen wurden die noch im Boden befindlichen Fundamente der verschiedenen Petrikirchen freigelegt und vermessen sowie der nahegelegene Begräbnisplatz, der bis 1717 genutzt wurde, genau untersucht.
Ebenso fand man die Grundmauern des Cöllnischen Gymnasiums und 3126 Gräber mit Gebeinen von 3872 Personen. In etwa zehn Prozent der Gräber befanden sich die Gebeine von mehr als einer Person. Die maximale Bestattungsdichte waren zwölf Personen pro Grablege. Die tiefsten Gräber reichten bis nahe an das Grundwasser heran, während die obersten Grablegen etwa einen Meter unter der Parkplatzpflasterung gefunden wurden. Ältere Gräber wurden bei der Anlage neuer Bestattungsorte häufig in Mitleidenschaft gezogen. Der Bestattungszeitraum liegt dabei zwischen etwa 1200 und 1717. Im Jahr 1717 war der Friedhof so stark belegt, dass er aus hygienischen Gründen unter König Friedrich Wilhelm I. geschlossen wurde. Der neue Petrikirchhof wurde damals vor der Stadt angelegt. Dabei legte man an der Kirche ein Sammelgrab für ausgegrabene Särge und Leichen an. Diese Grube mit den Überresten von ca. 35 Menschen konnte bei den Ausgrabungen ab 2007 lokalisiert werden.
Die entdeckten Gebeine wurden bei der archäologischen Untersuchung händisch ausgegraben, untersucht, und man versuchte dabei, wesentliche Fragen des Beginns und der Entwicklung der Entstehungsgeschichte von Berlin und Cölln zu entschlüsseln. Es stellte sich heraus, dass der Erhaltungszustand der Skelette außergewöhnlich gut war. Die Toten wiesen aber keine Individualkennung auf und konnten so der durch den Berliner Historiker Daniel Krebs zusammengestellten Namensliste von 1650 hier bestatteten Menschen nicht direkt zugeordnet werden. Mit der Hilfe der Radiokarbonmethode konnten Osteologen annähernd das Sterbealter und die Sterbezeit herausfinden. Ebenso konnten bei Erwachsenen das Geschlecht ermittelt werden. Vermutet wird, dass hier über mehrere Generationen Mitglieder Köllner Familien, Pfarrer der Petrikirche sowie Lehrer und Schüler der örtlichen Schulen in und um die Kirche bestattet wurden. Die Toten wurden überwiegend in west-östlicher Richtung bestattet, wobei die „Blickrichtung“ der Toten nach Osten geht. Von der spätgotischen Kirche fand man nur wenige Mauerzüge. In diesem Bereich wurden die vorhandenen Gräber im Boden belassen, um die Mauerreste nicht zu beschädigen und um sie konservieren zu können. Anhand einer Harris-Matrix wurden die verschiedenen Befundarten (Mauern, Gräber, Holzstrukturen) datenbankmäßig in einer Relativchronologie ausgehend vom Jahr 1717 zeitlich rückwärts erfasst. Die Beigabenlosigkeit der frühesten Schicht erschwerte deren zeitliche Datierung, sodass man mit der Radiokarbonmethode weiterarbeiten musste. Diese Radiokarbonmethode gilt aber für den zu untersuchenden Zeitraum des Mittelalters als relativ ungenau, da sich die Kohlenstoff-Isotope zwischen den Jahren 1280 und 1380 nicht wesentlich verändern, sondern in einer gewissen Plateaubildung verharren, da sie nicht weiter zerfallen. Die meisten Befunde konnten folglich in diesem Zeitraum nicht genauer eingegrenzt werden. Es konnte allerdings festgestellt werden, dass auch Skelette aus einem Zeitraum weit vor dem Jahr 1280 gefunden worden waren, und zwar aus der zweiten Hälfte des 12. Jahrhunderts. Damit war klar, dass man die Gründergeneration des ursprünglichen Kölln gefunden hatte. Zur weiteren Untersuchung dieser Gebeingruppe wurde ein internationales Netzwerk von Wissenschaftlern installiert, um die Herkunft und verwandtschaftlichen Beziehungen sowie die Krankheitsbefunde (Traumata, Infektionskrankheiten, metabolische Erkrankungen) der ersten Siedler zu erforschen. Gefunden wurde auch die Konstellation von drei Männern, die offensichtlich erschlagen und in einer engen Kiste zusammengepfercht bestattet worden waren. Innerhalb der ältesten Population fand man wenige Kinder. Die ältesten Personen waren etwa 50–60 Jahre alt. Die Untersuchungen sollten Aufschluss darüber geben, wie sich der Aufsiedlungsprozess im Kölln-Berliner Raum abgespielt hat. Darüber hinaus sollte der Gräberfund mit einem ähnlich gearteten mittelalterlichen Gräberfund in London verglichen werden. Bei zahlreichen Skelettfunden waren Münzen in den Mündern der Toten aufgefunden worden. Dabei könnte es sich um einen Abwehrzauber zur Verhinderung von Wiedergängertum gehandelt haben. Der Kern des Wiedergänger-Mythologems ist die Vorstellung von Verstorbenen, die – oft als körperliche Erscheinung – in die Welt der Lebenden zurückkehren („Untote“). Sie sind den Lebenden unheimlich und meist böse gesinnt, sei es, weil sie sich für erlittenes Unrecht (beispielsweise der Störung ihrer Totenruhe) rächen wollen; sei es, weil ihre Seele auf Grund ihres Lebenswandels nicht erlöst wurde.
Vor den Portalfundamenten der Petrikirche stieß man auf die Überreste der Köllner Lateinschule, die von der Kirchgemeinde eingerichtet worden war. Die Lateinschule war vermutlich bereits im 14. Jahrhundert zur Ausbildung des Priesternachwuchses der Petrikirche gegründet worden. Nach der Reformation ging diese Schule in stärkerem Maße in die städtische Verwaltung über. Die Gebäude der Lateinschule und des späteren Cöllnischen Gymnasiums brannten mit der Petrikirche im Jahr 1730 nieder. Nach dem Brand wurden die Schüler zunächst im Köllnischen Rathaus und dann im Grauen Kloster unterrichtet. Die Keller der Lateinschule verwendete man daraufhin als Sumpfkalkgrube zum Wiederaufbau der Petrikirche. Nach der Wiedererrichtung der Kirche schüttete man die Keller mit Müll zu und überpflasterte sie. Bei der Auswertung des Unrates traten reiche historische Keramikfunde sowie Schuhe, Schnallen, Spielzeuge und Tabakspfeifen zu Tage, was auf die Ausstattung der Köllner Haushalte der Zeit ab 1750 schließen lässt. Die Keller des Kaufhauses Hertzog waren mit Schutt des Zweiten Weltkriegs verfüllt. Ein ehemaliger Luftschutzkeller konnte aufgefunden werden. In diesem Bereich haben sich auch Keller des ehemaligen Köllnischen Rathauses befunden. Die ausgegrabenen Toten des Petrikirchhofes wurden nach Abschluss der anthropologischen Untersuchungen wieder bestattet.

## Geplanter Neubau: House of One

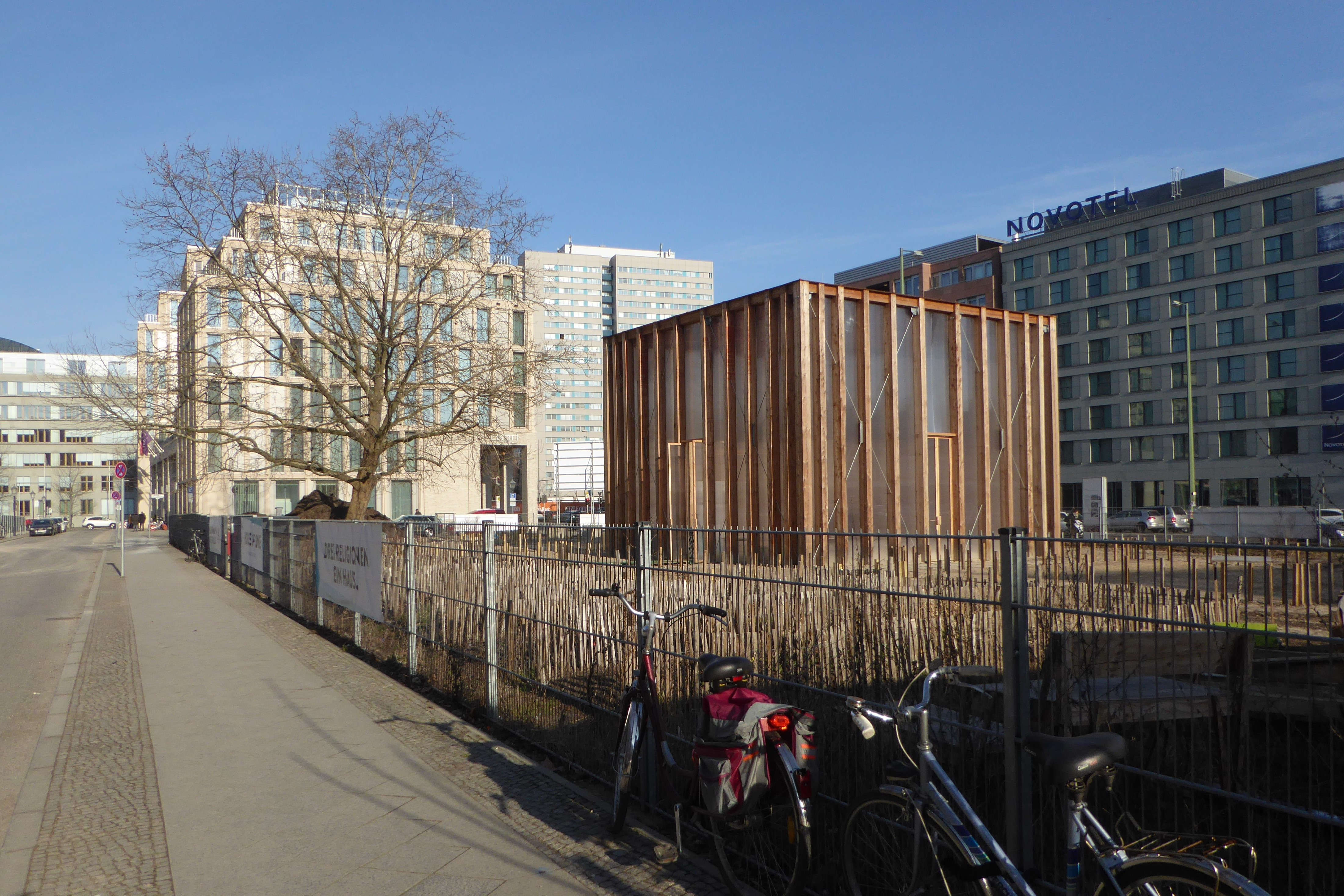
Pavillon des House of One

Im Jahr 2009 hatte die St.-Petri-Gemeinde Pläne für einen Neubau bekanntgegeben. Geplant ist ein Gotteshaus als interreligiöses Bet- und Lehrhaus, das Juden, Christen und Muslimen offenstehen soll. Für jede dieser Religionen soll es einen eigenen Raum für Gebete geben und einen gemeinsamen Zentralbereich als Lehrhaus. Für dieses Konzept veranstaltete der dafür gegründete Verein Bet- und Lehrhaus Petriplatz Berlin e. V., angesiedelt bei der Evangelischen Kirchengemeinde St. Petri – St. Marien, einen Architekturwettbewerb. Prämiert wurde der Entwurf des Architekturbüros Kuehn Malvezzi. Die Realisierung begann 2021; das Haus soll den Namen House of One (englisch Haus des Einen) tragen. Am 27. Mai 2021 wurde mit der Teilnahme unter anderem von Bundestagspräsident Wolfgang Schäuble sowie dem Regierenden Bürgermeister von Berlin, Michael Müller coronabedingt die Grundsteinlegung ohne Gäste gefeiert.